# Ilkka Kanerva
Ilkka Armas Mikael Kanerva (ur. 28 stycznia 1948 w Lokalahti, zm. 14 kwietnia 2022 w Turku) – fiński polityk, wieloletni parlamentarzysta, minister w kilku rządach.

## Życiorys
W 1968 zdał egzamin maturalny, a w 1980 uzyskał magisterium z nauk społecznych na Uniwersytecie Turku. W 1975 uzyskał mandat posła do Eduskunty z okręgu Varsinais-Suomi, reprezentując Partię Koalicji Narodowej. Z powodzeniem ubiegał się o reelekcję w wyborach w 1979, 1983, 1987, 1991, 1995, 1999, 2003, 2007, 2011, 2015 i 2019.
Pełnił funkcję drugiego (2003–2007) i pierwszego (2007) zastępcy przewodniczącego fińskiego parlamentu, a wcześniej (1999–2003) stał na czele komisji obrony. Od 1987 do 1995 wchodził w skład rządów, którymi kierowali Harri Holkeri i Esko Aho. Był ministrem w kancelarii premiera (1987–1990), ministrem transportu (1990–1991), ministrem w ministerstwie finansów (1989–1995) oraz ministrem pracy (1991–1995). Od kwietnia do sierpnia 1991 jednocześnie sprawował urząd wicepremiera.
W kwietniu 2007 ponownie objął stanowisko rządowe jako minister spraw zagranicznych w gabinecie  Mattiego Vanhanena. Został zdymisjonowany w kwietniu następnego roku, gdy media ujawniły, że wysłał ponad 200 SMS-ów do 29-letniej liderki grupy tańca erotycznego. Od 1 stycznia do 4 kwietnia 2008 sprawował także funkcję przewodniczącego OBWE.